# Prednji režanj hipofize
Hipofiza
Prednji režanj hipofize ili adenohipofiza ili frontalni režanj je režanj na hipofizi. Izlučuje hormon rasta, gonadotropne hormone, adrenokortikotropni hormon i tireotropni hormon.
Adenohipofiza nastaje kao vrećasta izbočina ektoderma na krovu primitivne usne šupljine embrija,  tik ispred ždrijelne membrane  (Rathkeova vreća)  i raste ka gore. Nastaje intenzivnom   proliferacijom   stanica prednje stijenke Rathkeove vreće, a malo produženje toga režnja raste duž infundibula kojega pri tome obavija čineći pars tuberalis.
Posljedica rada prednjeg režnja jest što hormoni koje je izlučio kontrolira funkciju štitnjače, nadbubrežnih žlijezda i reproduktivnih organa (jajnici i sjemenici); proizvodnju mlijeka (laktacija) u prsima te sveukupni tjelesni rast. Hormoni koje proizvodi uzrokuju tamnjenje kože i zaustavljaju osjete boli.
Hipotalamus nadzire prednji režanj hipofize čimbenicima otpuštanja ili tvarima sličnima hormonu koje hipotalamus sintetizira.
Kroz držak hipofize duž aksona teku neurohormoni koje luči hipotalamus i završavaju u krvnim žilama prednjeg i stražnjeg režnja hipofize.
Hipofizu opskrbljuju krvlju arterije koje potječu od unutarnje karotidne arterije. S gornje strane, desna i lijeva dorzalna hipofizna arterija opskrbljuju eminenciju medijanu.
Adenohipofizu tvore pars distalis seu glandularis, pars tuberalis seu infundibularis i pars intermedia. U embrionalnoj fazi potječe od ektoderma usne šupljine. Adenohipofiza i neurohipofiza nisu isto smještene kod svih kralježnjaka. Kod dupina, psa i konja adenohipofiza okružuje neurohipofizu, dok se u čovjeka neurohipofiza nalazi kaudalno od adenohipofize.
Sve hormone prednji režanj hipofiza ne luči bez prestanka, nego u određenim ciklusima, Većina izlučuje svakih jedan do tri sata na mahove uz izmjenična razdoblja aktivnosti i neaktivnosti. Prednji režanj sudjeluje u 80 posto mase hipofize.
Budući da je kod ljudi srednji režanj hipofize vrlo tanak i nije različit obično ga se smatra dijelom prednjeg režnja. Kod svih životinja, mesnati i žljezdasti prednji režanj razlikuje se od živčanog sastava stražnjeg režnja. Prednji režanj sastoji se od tri dijela: pars distalis, pars tuberalis i pars intermedia.
Još nekoliko inih hormona se proizvodi istovremeno s kortikotropinom. U toj skupini je hormon koji stimulira betamelanocite koji nadgleda pigmentaciju kože te enkefaline i endorfine koji nadziru percepciju boli, raspoloženja i živahnosti.

## Funkcije hormona prednjeg režnja hipofize
| Naziv hormona                      | Funkcija hormona                                                   | Ciljni organ         |
| ---------------------------------- | ------------------------------------------------------------------ | -------------------- |
| hormon rasta (GH)                  | Potiče stvaranje proteina, rast tkiva i ostalih tjelesnih stanica. | mišići i kosti       |
| tireotropni hormon (TSH)           | Potiče razvoj štitnjače i lučenje hormona štitnjače.               | štitna žlijezda      |
| adrenokorikotropni hormon (ACTH)   | Potiče lučenje hormona nadbubrežnih žlijezda.                      | nadbubrežne žlijezde |
| folikul stimulirajući hormon (FSH) | Potiče spolne žlijezde na stvaranje jajašaca i spermija.           | jajnici i sjemenici  |
| luitenizirajući hormon (LH)        | Potiče spolne žlijezde na stvaranje spolnih hormona.               | jajnici i sjemenici  |
| prolaktin (PL ili LTH)             | Potiče stvaranje mlijeka u mliječnim žlijezdama.                   | mliječne žlijezde    |

## Patologija
Izlučuje li previše ili premalo svojih hormona (hipofunkcija i hiperfunkcija), i druge žlijezde s unutarnjim izlučivanjem također luče prekomjerno ili premalo svojih hormona.
Povećava li se hipofiza, rast joj je ka naprijed. Prednji režanj je prvi koji je pritisnut, jer koštano tkivo u kojem "sjedi" ne ostavlja mnogo mjesta za širenje. Budući da takav rast znači da će adenohipofiza pritisnuti područja mozga koja provode signale iz očiju, posljedica mogu biti glavobolje ili oštećeni vid, ispadi vidnog polja - simptomi intrakranijalne tvorbe.
Akutna nekroza prednjeg režnja hipofize karakteristična je za Sheehanov sindrom.